# 乖張/僅此才有的景色
《乖張/僅此才有的景色》（日語：へそ曲がり/ここにしかない景色）是關西傑尼斯8的第23張單曲，於2013年4月24日發行，唱片公司為Imperial Records。

## 概要
此單曲和前作《青鼻涕》發行睽違約7個月，同時也是2011年的《T.W.L／Yellow Pansy Street》之後，相隔2年的雙A單曲。
《乖張》是成員大倉忠義演出的朝日電視台晚間連續劇《天氣姐姐》的主題曲。《僅此才有的景色》是為成員錦戶亮主演的電影《來觀光吧！縣廳款待課》的主題曲。

## 收錄曲目

### 初回限定盤A
1. 乖張
作詞、作曲：TAKESHI，編曲：大西省吾
2. 僅此才有的景色（ここにしかない景色）
作詞、作曲：A.F.R.O，編曲：大西省吾
3. This moment
作詞：nojo，作曲：nojo、工藤勝洋，編曲：山路一志，銅管樂器編曲：YOKAN

特典DVD
- 「乖張」Music Clip＋製作花絮影像

### 初回限定盤B
1. 僅此才有的景色
2. 乖張
3. myself
作詞、作曲：ZEN，編曲：久米康隆

特典DVD
- 「僅此才有的景色」Music Clip＋製作花絮影像

### 通常盤
1. 乖張
2. 僅此才有的景色
3. This moment
4. myself
5. 就是愛。"8EST"Remix（愛でした。）
6. 乖張（Off Vocal）
7. 僅此才有的景色（Off Vocal）
8. This moment（Off Vocal）
9. myself（Off Vocal）

## 外部連結
- 唱片公司介紹頁面（页面存档备份，存于）（日語）